# US Senior Open 2010
Het US Senior Open van 2010 werd van 29 juli tot en met 1 augustus gespeeld. Het vond voor de eerste keer plaats op de Sahalee Golf Club in Seattle.

## Verslag
Dit was de 31ste editie van het US Senior Open. In Europa zijn niet veel van de deelnemers bekend maar sommigen hebben op de Europese Tour gespeeld. Zo heeft Graham Marsh in 1979 en 1985 het Open op de Noordwijkse Golfclub gewonnen. Anderen zijn bekend omdat ze in de Ryder Cup hebben gespeeld, zoals onder andere Mark Calcavecchia, John Cook, Fred Couples, Tom Lehman, Mark O'Meara, Corey Pavin, Loren Roberts en Tom Watson.

#### Ronde 1
Acht spelers hebben de baan onder par gespeeld, zes Amerikanen waaronder een amateur, Joe Ozaki en Bernhard Langer; 114 spelers staan op +9 of beter en 40 spelers staan op +10 of hoger waaronder 17 van de 25 amateurs. Geen score om trots op te zijn, maar Amerikanen zijn trots op hun 'Champions' om wat ze in hun verleden gepresteerd hebben.

#### Ronde 2
Leider Bruce Vaughan slaagde er niet in om meer dan zes holes in par te spelen, en er stond geen enkele birdie op zijn kaart, dus hij is naar de 40ste plaats gezakt. Bernhard Langer heeft weer onder par gespeeld en staat aan de leiding.

De cut staat op +10, 69 spelers mogen het weekend spelen, waaronder drie amateurs.

#### Ronde 3
Fred Couples heeft een ronde van 65 (-5) gemaakt en staat nu samen met Bernhard Langer aan de leiding op -5. De derde plaats wordt gedeeld door Tom Kite en Chien-Soon Lu, die op level par staan.

#### Ronde 4
Bernhard Langer heeft na het Brits Senior Open van vorige week nu ook het Amerikaans Senior Open gewonnen. De 60-jarig Tom Watson heeft ook weer een mooi toernooi gespeeld. Bruce Vaughan, die het Brits Senior Open in 2008 won, begon mooi, maar daar bleef het bij.
- Live Leaderboard

De par van de baan is 70.
| Eindstand | Naam              | R1 | Score | Nr  | R2 | Score | Totaal | Nr  | R3 | Score | Totaal | Nr  | R4 | Score | Totaal |
| --------- | ----------------- | -- | ----- | --- | -- | ----- | ------ | --- | -- | ----- | ------ | --- | -- | ----- | ------ |
| 1         | Bernhard Langer   | 69 | -1    | T4  | 68 | -2    | -3     | 1   | 68 | -2    | -5     | T1  | 67 | -3    | -8     |
| 2         | Fred Couples      | 70 | par   | T9  | 70 | par   | par    | T5  | 65 | -5    | -5     | T1  | 70 | par   | -5     |
| T3        | John Cook         | 71 | +1    | T14 | 68 | -2    | -1     | T2  | 72 | +2    | +1     | T5  | 67 | -3    | -2     |
| T3        | Olin Browne       | 73 | +3    | T23 | 70 | par   | +3     | T18 | 70 | par   | +3     | T10 | 65 | -5    | -2     |
| 5         | Tom Watson        | 70 | par   | T9  | 70 | par   | par    | T5  | 75 | +5    | +5     | T16 | 66 | -4    | +1     |
| T6        | Michael Allen     | 69 | -1    | T4  | 71 | +1    | par    | T5  | 71 | +1    | +1     | T5  | 71 | +1    | +2     |
| T6        | Peter Senior      | 73 | +3    | T23 | 70 | par   | +3     | T18 | 68 | -2    | +1     | T5  | 71 | +1    | +2     |
| T8        | Tom Kite          | 72 | +2    | T18 | 69 | -1    | +1     | T8  | 69 | -1    | par    | T3  | 73 | +3    | +3     |
| T8        | Chien-Soon Lu     | 71 | +1    | T14 | 71 | +1    | +2     | T11 | 67 | -2    | par    | T3  | 73 | +3    | +3     |
| 11        | Tommy Armour III  | 71 | +1    | T14 | 68 | -2    | -1     | T2  | 72 | +2    | +1     | T5  | 73 | +3    | +4     |
| T12       | Tom Lehman        | 69 | -1    | T4  | 75 | +5    | +4     | T21 | 72 | +2    | +6     | T21 | 69 | -1    | +5     |
| 17        | Jeff R Roth       | 73 | +3    | T23 | 66 | -4    | -1     | T2  | 75 | +5    | +4     | T12 | 72 | +2    | +6     |
| T20       | Loren Roberts     | 68 | -2    | T2  | 72 | +2    | par    | T5  | 72 | +2    | +2     | T9  | 76 | +6    | +8     |
| T20       | Joe Ozaki         | 69 | -1    | T4  | 73 | +3    | +2     | T11 | 73 | +2    | +5     | T16 | 73 | +3    | +8     |
| T24       | Mark Calcavecchia | 69 | -1    | T4  | 73 | +3    | +2     | T11 | 72 | +2    | +4     | T12 | 75 | +5    | +9     |
| T32       | Tim Jackson (Am)  | 68 | -2    | T2  | 79 | +9    | +7     | T33 | 74 | +4    | +11    | T41 | 70 | par   | +11    |
| T53       | Bruce Vaughan     | 66 | -4    | 1   | 82 | +12   | +8     | T40 | 71 | +1    | +9     | T31 | 78 | +8    | +17    |

## De spelers
Er zijn 73 spelers die 'exempt' zijn, dit wil zeggen dat zij mogen meespelen zonder zich te kwalificeren. Er doen in totaal slechts 14 niet-Amerikanen mee.

De volgende niet-Amerikanen waren exempt maar doen niet mee: Mark McNulty, Nick Price, Sam Torrance, Ian Woosnam
| - Michael Allen - Tommy Armour III - Paul Azinger - Andy Bean - Phil Blackmar - Olin Browne - Brad Bryant - Mark Calcavecchia - Russ Cochran - John Cook - Fred Couples - Ben Crenshaw - Dale Douglass - Allen Doyle - R.W. Eaks - David Eichelberger - Keith Fergus - Bruce Fleisher - Dan Forsman - Robin Freeman - David Frost - Fred Funk - Bob Gilder - Marvin Giles III - Mike Goodes - John Grace - Jay Haas - Scott Hoch - Hale Irwin | - Tim Jackson - John Jacobs - Peter Jacobsen - Tom Jenkins - Gene Jones - Tom Kite - Bernard Langer - Tom Lehman - Wayne Levi - Chien-Soon Lu - Graham Marsh (1997) - Larry Mize - Gil Morgan - Mark O'Meara - Jerry Pate - Corey Pavin - Tom Pernice Jr - Don Pooley - Tom Purtzer - Glenn Ralph - Mike Reid - Loren Roberts - Eduardo Romero (2008) - Peter Senior - Scott Simpson - Joey Sindelar - Jeff Sluman - Craig Stadler - Hal Sutton - Bob Tway | - Bruce Vaughan - Bobby Wadkins - Tsukasa Watanabe - Denis Watson - Tom Watson - Mark Wiebe - D.A. Weibring - Fuzzy Zoeller - John Adams - Mitch Adams - Perry Arthur - Dave Bell - Tommy Brannen - Bill Britton - Olin Browne - Brad Bryant - Rom Bryant Jr - Curt Byrum - Jim Chancey - Tom Cleaver - Trevor Dodds - Kim Dolan - Mike Donald - R W Eaks - Jon Fiedler - Bruce Fleisher - Bob Ford - Gary Hallberg | - Jeff Hart - Morris Hatalsky - Steve Hudson - Mike Hulbert - Jeff Klein - Mike Lawrence - Rick Lewallen - J L Lewis - Scott Mahlberg - James Mason - John Morse - Bob Niger - Rod Nuckolls - David Ogrin - Joe Ozaki - John Paesani - Rich Parker - Tim Parun - Michael Paul - Jeff Roth - Jim Roy - Jim Rutledge - Javier Sanchez - Rod Spittle - Larry Stubblefield - Dale Tallon - Ed Terasa - Jeff Thomsen - Ralph West |

| - Mark Battista - Dan Bieber, Rolling Hills - Mike Booker - Casey Boyns - Tom Brandes, Rainier G&CC - James W Ferguson, Wallingford Country Club - John Grace - Doug Harris - Tim Jackson - Kevin Klier - Chris Lange - Pat Laverty | - George Marucci ('Buddy') - Dave Massey - Dick Maust - Steve Moran - Tom Norton - Ken Palladino - Martin Rifkin - Tommy Robinson - James Stormont - Scott Sullivan - Rick Ten Broeck - Pat Thompson - Pete Williams |